# براندون وليامز (كرة سلة)
براندون وليامز (بالإنجليزية: Brandon Williams)‏ مواليد 27 فبراير 1975 في لويزيانا، هو لاعب كرة سلة أمريكي معتزل. بدأ مسيرته الاحترافية في سنة 1997. لعب مع فريق فيلادلفيا سفنتي سيكسرز في الرابطة الوطنية لكرة السلة. يبلغ طوله 6 قدم 6 بوصة (2.0 م). اعتزل اللعب في 2003. فاز بلقب دوري إن بي إيه.

## المسيرة الاحترافية
لعب مع غولدن ستايت ووريورز في سنة 1998، ثم لعب مع سان أنطونيو سبرز في سنة 1999، ثم لعب مع كانتون شارج في موسم 2002–2003، ثم لعب مع شيكاغو بولز في سنة 2003.

## روابط خارجية
- براندون وليامز على موقع إن بي أي (الإنجليزية)
- براندون وليامز على موقع سبورتس رفرنس (الإنجليزية)
- براندون وليامز على موقع كرة السلة الأوروبية.كوم (الإنجليزية)
- براندون وليامز على موقع كلية كرة السلة في سبورتس رفرنس.كوم (الإنجليزية)
- براندون وليامز على موقع ريلجم (الإنجليزية)
- براندون وليامز على موقع بروبوليرز (الإنجليزية)
- براندون وليامز على موقع سبورتس رفرنس (الإنجليزية)
- براندون وليامز على موقع سبورتس رفرنس (الإنجليزية)